# Mongaguá
Mongaguá és un municipi de l'estat de São Paulo, en la Baixada Santista. El 2022 tenia 61.951 habitants i una àrea de 142,755 km², el que resulta en una densitat demogràfica de 433,97 hab/km².